# Viola flettii
Viola flettii là một loài cây có hoa tím được biết đến với tên gọi chung trong tiếng Anh là Olympic Violet. Có nguồn gốc từ phía đông bắc và phía đông núi Olympic của bang Washington ở tây bắc Hoa Kỳ, loài này mọc trên mỏm đá và chóp đá tại khu vực núi cao, tức là độ cao từ 1.340-2.000 mét, và nở hoa từ tháng Sáu đến tháng Tám. Loài cây thảo thân rễ này có một bộ rễ không lông hút đạt chiều cao tối đa của một vài cm đến khoảng 15 cm.